# Liste d'élections en 1803
Chronologie des élections
- 1799
- 1800
- 1801
- 1802
- 1803
- 1804
- 1805
- 1806
- 1807

Cet article recense les élections organisées durant l'année 1803.

À l'aube du XIXe siècle, seuls deux pays organisent des élections nationales : le Royaume-Uni et les États-Unis. La France, l'une des premières démocraties de l'époque contemporaine, est à cette date sous le régime du Consulat ; son gouvernement n'est pas élu.

## Élections nationales en 1803
| Date                             | État       | Élection ou référendum                    | Contexte | Résultat |
| -------------------------------- | ---------- | ----------------------------------------- | -------- | --- |
| 26 avril 1802 - 14 décembre 1803 | États-Unis | Législatives (chambre (en) et sénat (en)) |          | Le Parti républicain-démocrate (favorable à la décentralisation des pouvoirs) conserve sa majorité absolue à la Chambre des représentants, et obtient la majorité absolue au Sénat, devant le Parti fédéraliste. |